# Lorenzo Signani
Lorenzo Signani da Brisighella OFMCap (* 29. März 1804 in Brisighella; † 2. September 1863) war ein italienischer Geistlicher.

## Leben
Lorenzo Signani wurde 1804 geboren. Am 25. Juni 1820 legte er seine ewigen Gelübde in Cesena ab. Am 1. Oktober 1826 wurde er in Cesena zum Priester für den Kapuzinerorden geweiht. Er diente als Dozent für Philosophie und Theologie, Guardian, Provinzdefinitor, Provinzminister, Generaldefinitor, Konsultor der Ritenkongregation und Generalprokurator. 
Zwischen 1847 und 1855 war er zusätzlich Prediger des Päpstlichen Hauses. Papst Pius IX. ernannte er sie zum Bischof von Nepi und Sutri. Kardinal Giusto Recanati OFMCap weihte ihn am 14. Oktober 1855 zum Bischof. Mitkonsekratoren waren Antonio Ligi Bussi OFMConv, Vizegerent des Bistum Rom, und Giuseppe Palermo OESA, Titularbischof von Porphyreon.